# كيت سوندرز (صحفية)
كيت سوندرز (بالإنجليزية: Kate Saunders)‏ هي صحفية بريطانية، ولدت في 1964.